# Can Llibre de Pagès
Can Llibre de Pagès és una obra de Dosrius (Maresme) inclosa a l'Inventari del Patrimoni Arquitectònic de Catalunya.

## Descripció
Edifici gran amb afegits. Consta de planta baixa, pis i golfes. La coberta és a dues aigües. La façana principal té un portal d'arc de mig punt amb dovelles de pedra que fa d'accés. Ha sofert una restauració que posa al descobert les seves obertures de pedra. Està situada sobre una elevació respecte el terreny i l'envolta un petit mur.